# Noufel Bouzeboudja
Noufel Bozeboudja és un escriptor de la Kabília. Ha treballat com a profesor d'anglès. Ha dirigit diverses obres de teatre, ha escrit novel·les, ha col·laborat amb en diverses associacions i xarxes de treball, principalment en escriptura creativa i tallers de teatre. És col·laborador habitual de l'emissora amb seu als Estats Units Radio Numydia i de la plataforma Kabyle.com. Ha viscut a Espanya, Dinamarca (com a escriptor de l'ICORN), Bèlgica i França. Noufel escriu en diverses llengües. Tradueix del kabil, àrab, anglès i francès. La seva darrera obra publicada és una novel·la en anglès titulada Una pedra al riu i un recull de contes en la seva llengua kabil: D Tayri Kan! (Només és amor). El seu poema cinemàtic ALLEGORIA ha estat premiat en diversos festivals internacionals. El 2016 va fer una estada a la Residència Faber, d'Olot.